# Papiro Hearst

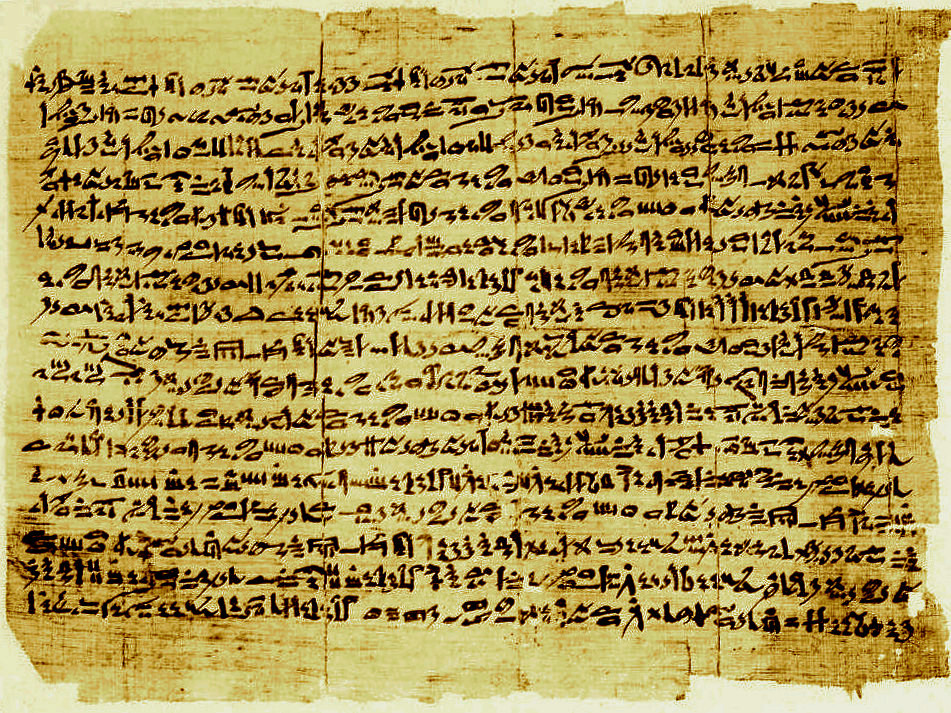
El Papiro Hearst.

El Papiro Hearst, también conocido como papiro médico Hearst es uno de los papiros del Antiguo Egipto que versan sobre temas médicos. Data de la primera mitad del segundo milenio a. C. y fue hallado en la expedición Hearst, cerca de Deir el-Ballas. Contiene 18 páginas de prescripciones médicas escritas en hierático,  especializadas en patologías del sistema urinario, de la sangre, del pelo y sobre mordeduras. Es considerado un importante manuscrito, aunque algunos autores han puesto en duda su autenticidad.

## Origen

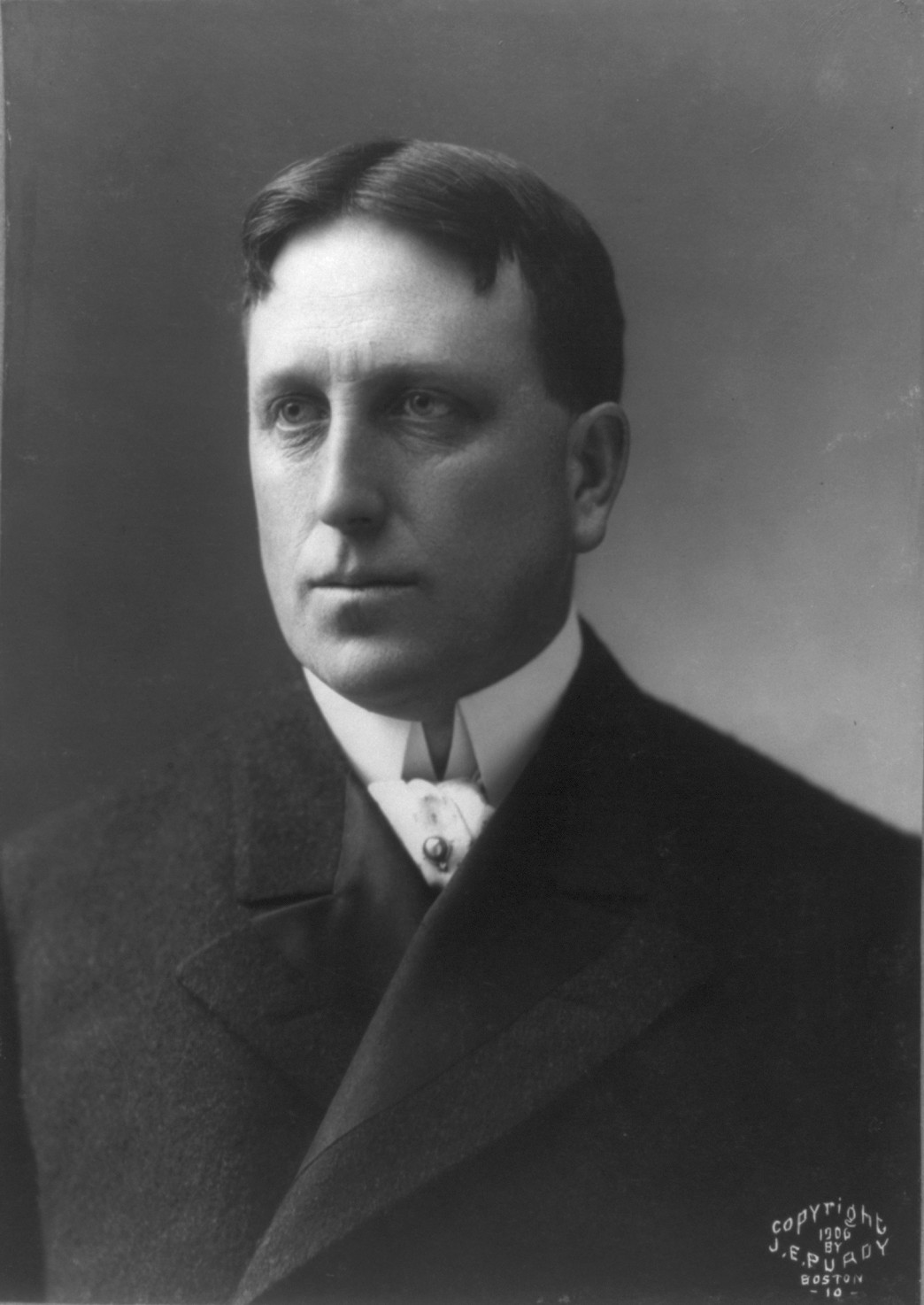
William Randolph Hearst, patrocinador de la expedición que encontró el papiro y al que debe su nombre.

George Andrew Reisner publicó varios grabados del papiro en 1905. Según este investigador, el papiro Hearst fue entregado en la primavera de 1901 en el campo base de la expedición Hearst, en Egipto, de manos de un nativo de la villa cercana de Deir el-Ballas, como agradecimiento por haberle permitido utilizar como fertilizante uno de sus montones de basura. Posteriormente, sería bautizado por la madre de William Randolph Hearst, el magnate de prensa patrocinador de la expedición, organizada por la Universidad de California.
El papiro se fechó en la dinastía XVIII de Egipto, en torno a la época del reinado del faraón Tutmosis III, aunque se cree que el texto original pudo ser redactado anteriormente, durante el Imperio Medio de Egipto, alrededor de 2000 a. C. Se conserva en la Biblioteca Bancroft, en la Universidad de California, Berkeley.
En los últimos años se han suscitado algunas dudas sobre su autenticidad. El contenido del papiro ha sido investigado a partir de los grabados publicados pero el papiro original nunca ha podido ser estudiado. Los responsables de su custodia afirmaron en 2003 que se conserva "en un sorprendente buen estado. Casi demasiado para ser cierto." Reisner nunca dudó de su autenticidad, escribiendo en 1905: "El rollo permaneció sin abrir desde la antigüedad, como se pudo constatar por los restos de arena e insectos hallados en su interior." Para zanjar la cuestión, los responsables de la Biblioteca Bancroft han declarado estar dispuestos a que el papiro sea examinado para determinar si es auténtico o una falsificación casi perfecta.

## El texto
El papiro Hearst es uno de los papiros médicos del Antiguo Egipto dedicados a la medicina. Contiene 260 párrafos en 18 columnas, básicamente de recetas médicas y fórmulas magistrales, escritas en hierático. En él pueden encontrarse remedios para el dolor de cabeza, enfermedades digestivas, caídas de dientes, enfermedades del pulmón o para mordeduras. Como la mayoría de los papiros médicos, contiene una sección de rituales mágicos que el sanador debía realizar para la completa curación del paciente. También incluye algunos tratamientos para cerdos e hipopótamos.